# Tonga truncata
Tonga truncata är en insektsart som beskrevs av Schmidt 1910. Tonga truncata ingår i släktet Tonga och familjen sköldstritar. Inga underarter finns listade i Catalogue of Life.